# Peramelinae
Sous-famille
Les Peramelinae sont une sous-famille de mammifères métathériens (c'est-à-dire qui portent leurs petits dans une poche externe).

## Liste des genres
Selon ITIS (29 juin 2019) :
- genre Isoodon Desmarest, 1817
- genre Perameles É. Geoffroy Saint-Hilaire, 1804